# Libellulidae
Le Libellulide (Libellulidae Rambur, 1842) sono una famiglia di insetti appartenente all'ordine degli Odonati.
Accanto alla famiglia delle "Libellulidae" c'è quella degli "Aeshnidae" detta comunemente degli "Esnidi". A tale famiglia appartengono le libellule che allo stato adulto assumono dimensioni maggiori.
Naturalmente queste due famiglie appartengono a due sottordini diversi: le Libellulidae fanno parte del sottordine degli Anisopteri mentre gli Esnidi appartengono al sottordine degli Epiprocti.  
Un'altra differenza tra le di sopra due famiglie è quella della metamorfosi che subisce l'insetto, infatti le Libellilidae assumono lo stato di larva mentre gli Esnidi quello di ninfa. 

## Tassonomia
La famiglia comprende i seguenti generi:

### Alcune specie

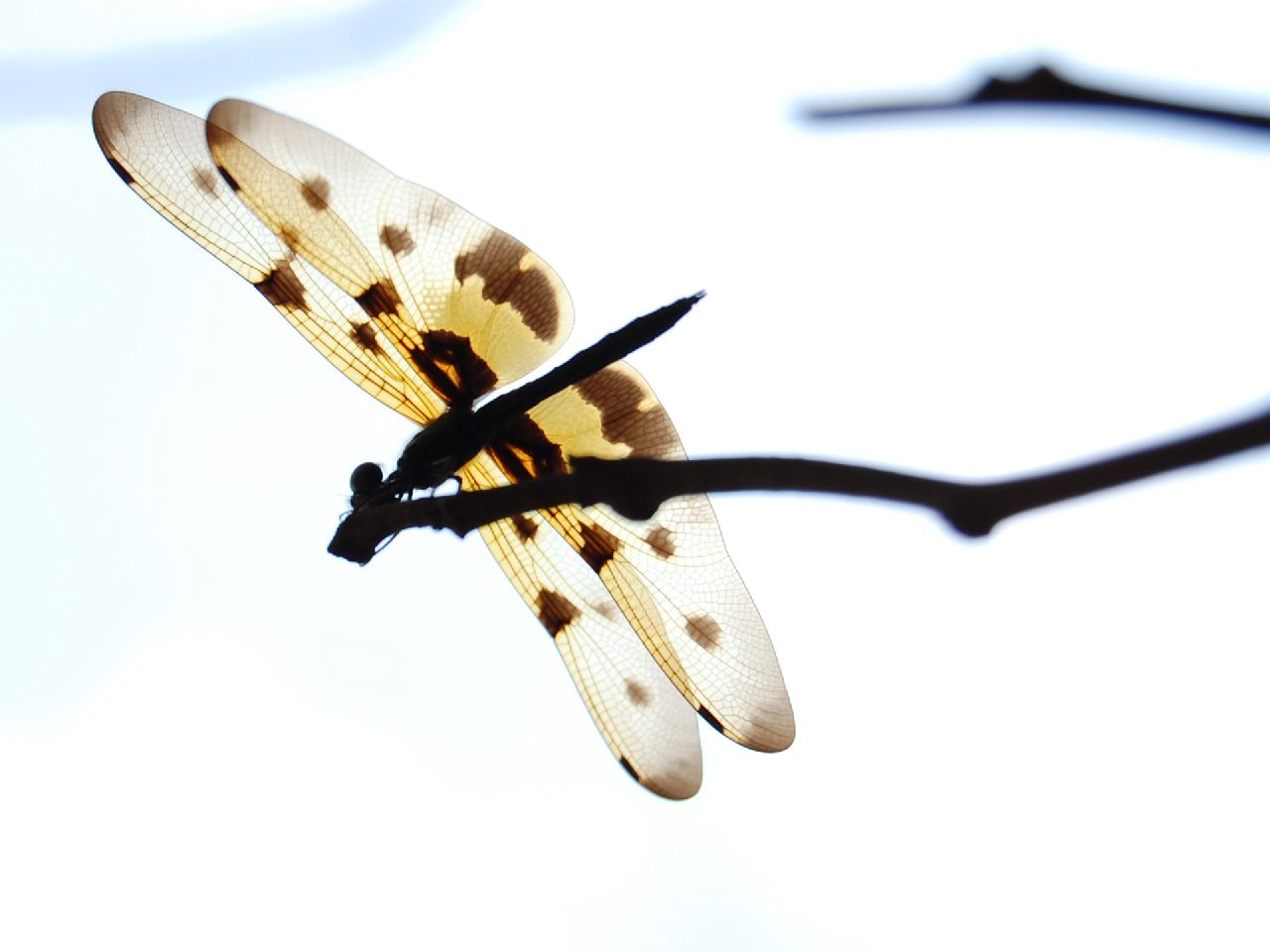
Celithemis fasciata
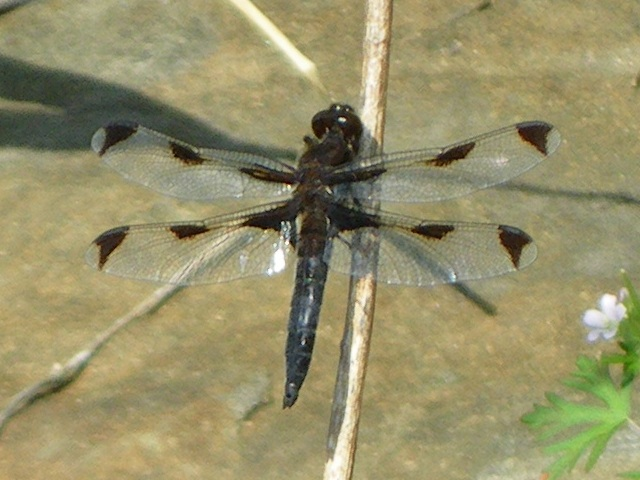
Libellula angelina
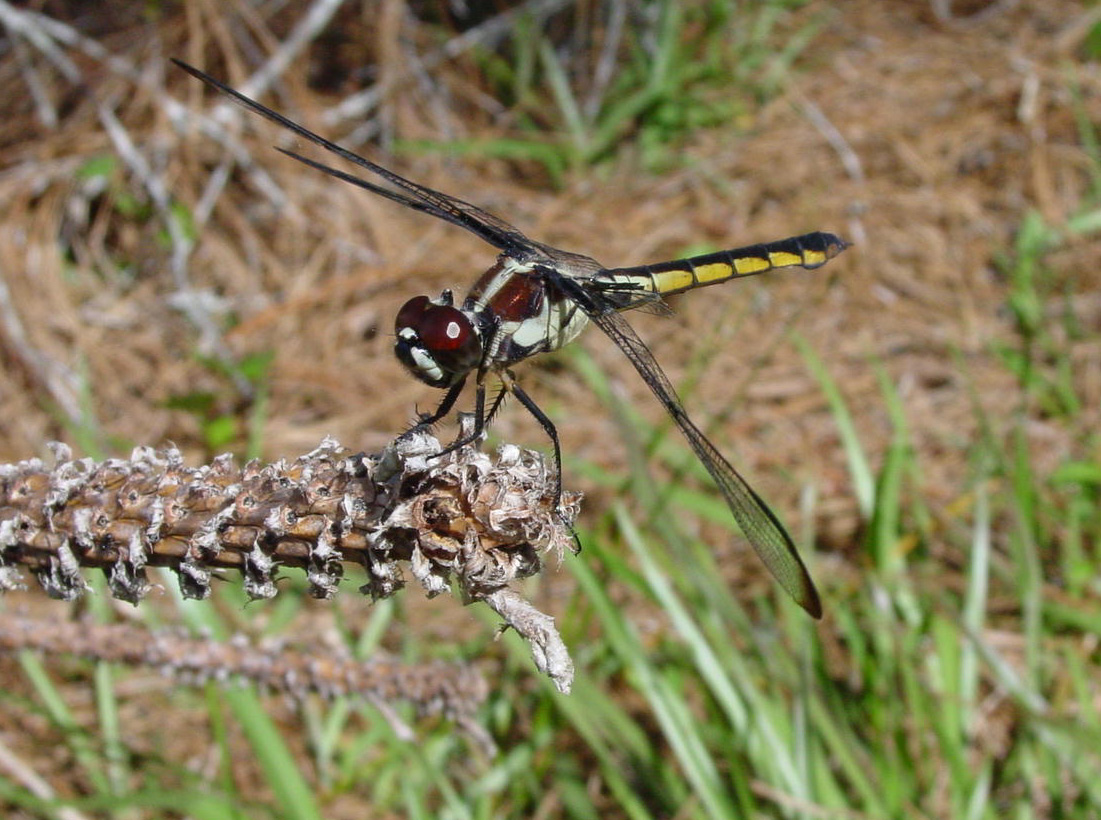
Libellula axilena
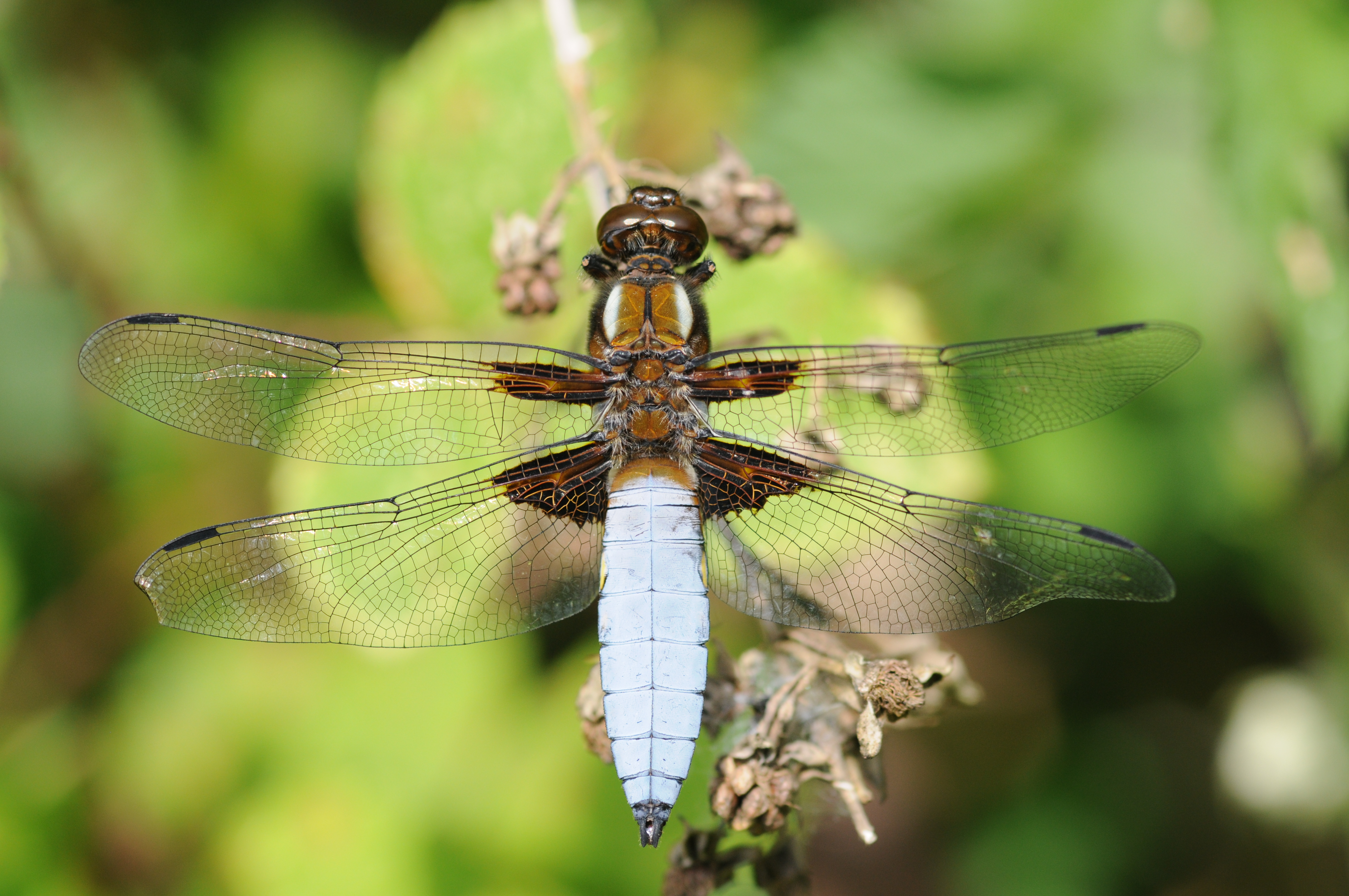
Libellula depressa
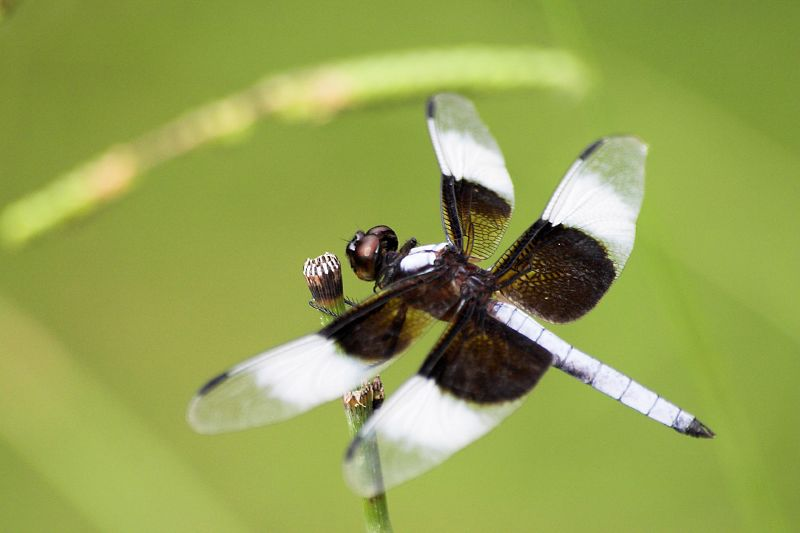
Libellula luctuosa
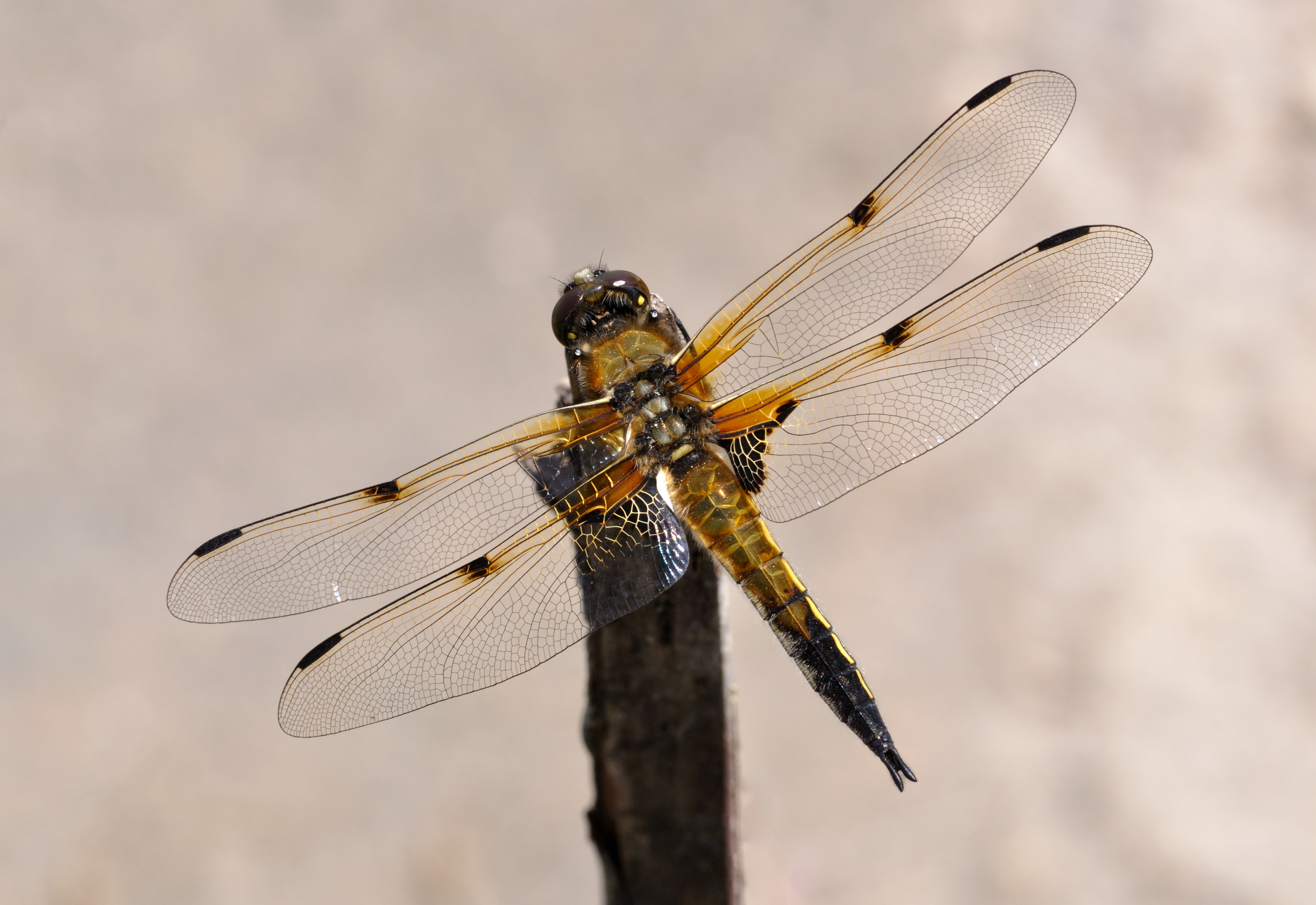
Libellula quadrimaculata
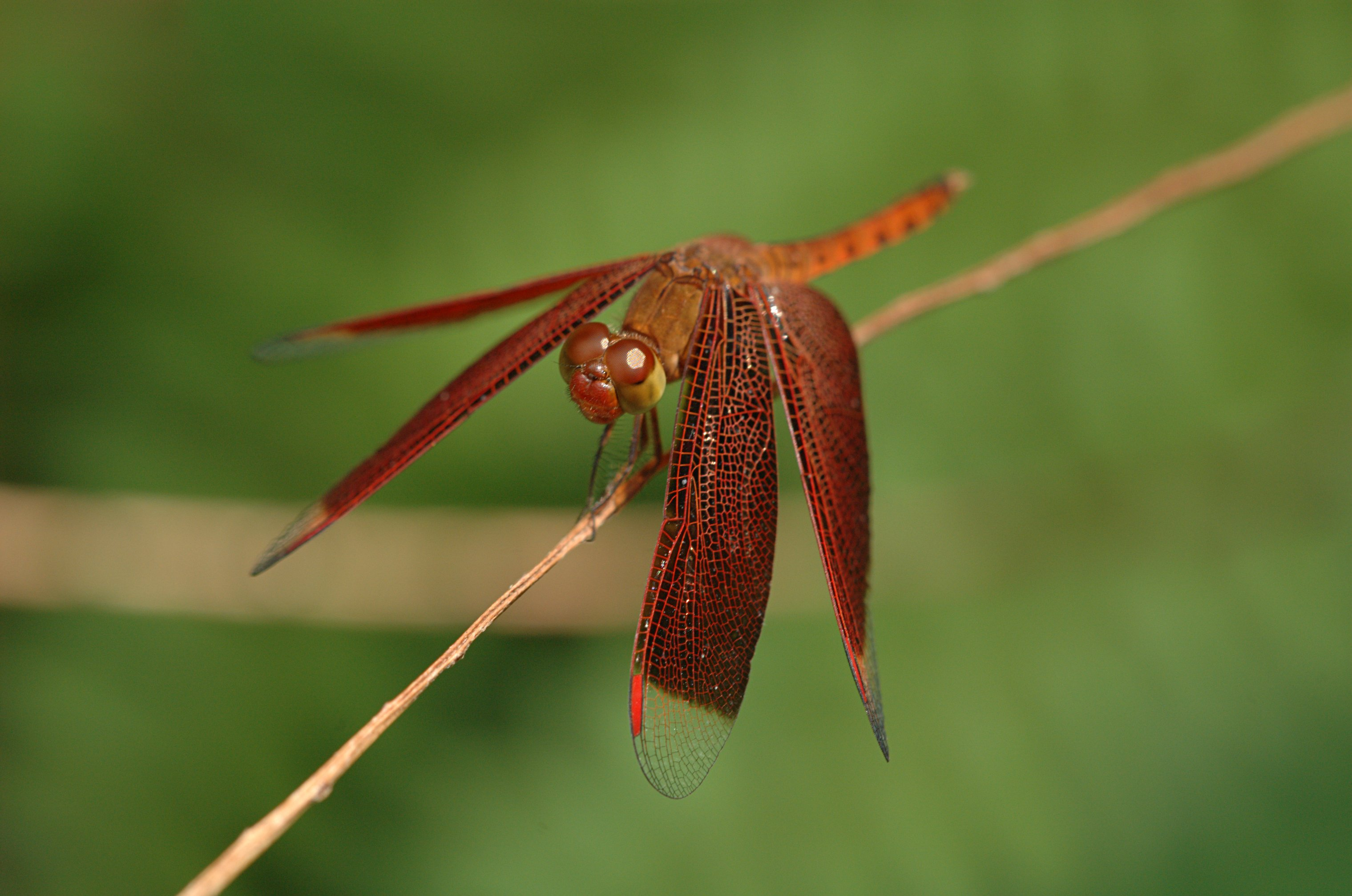
Neurothemis fluctuans
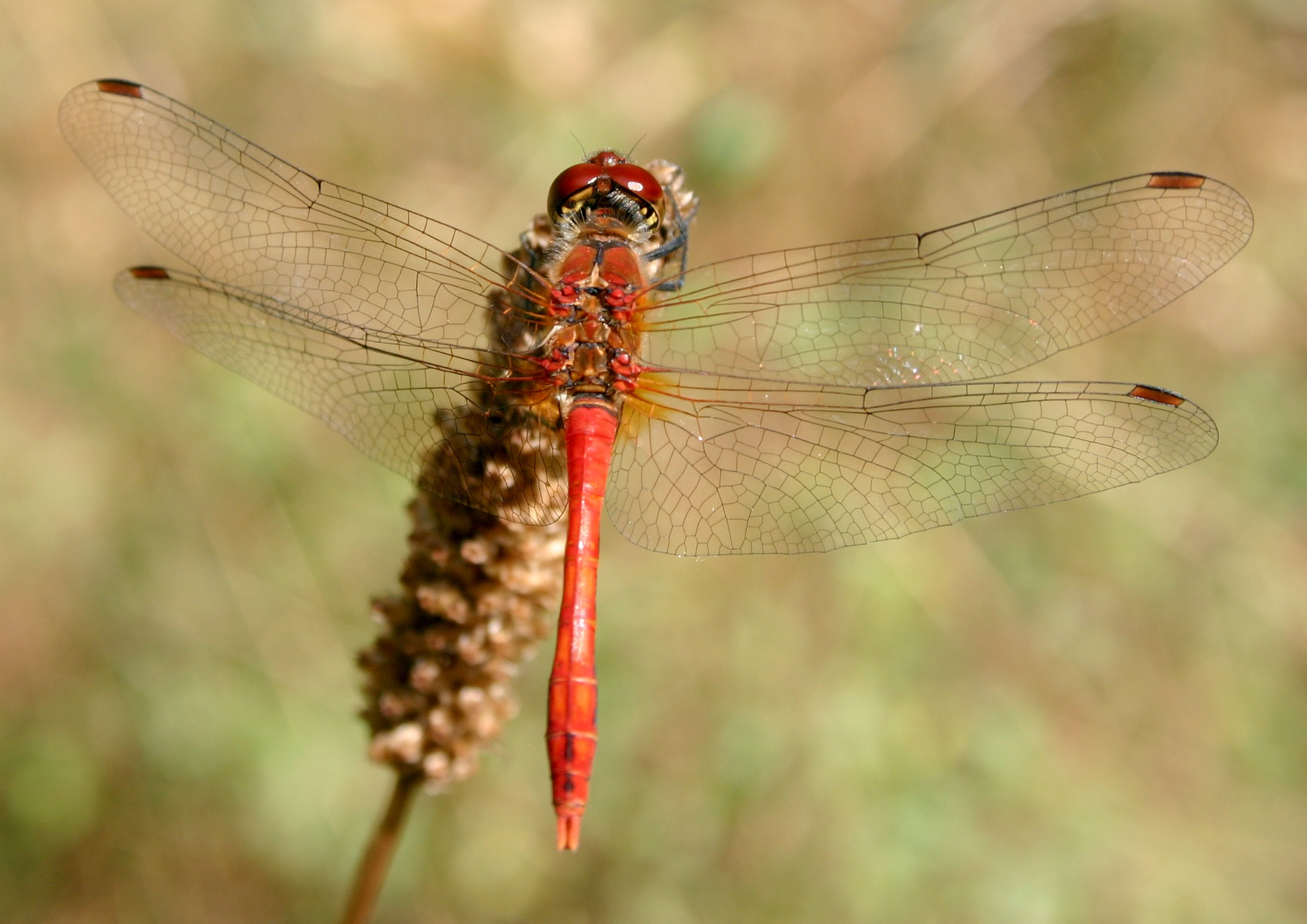
Sympetrum sanguineum
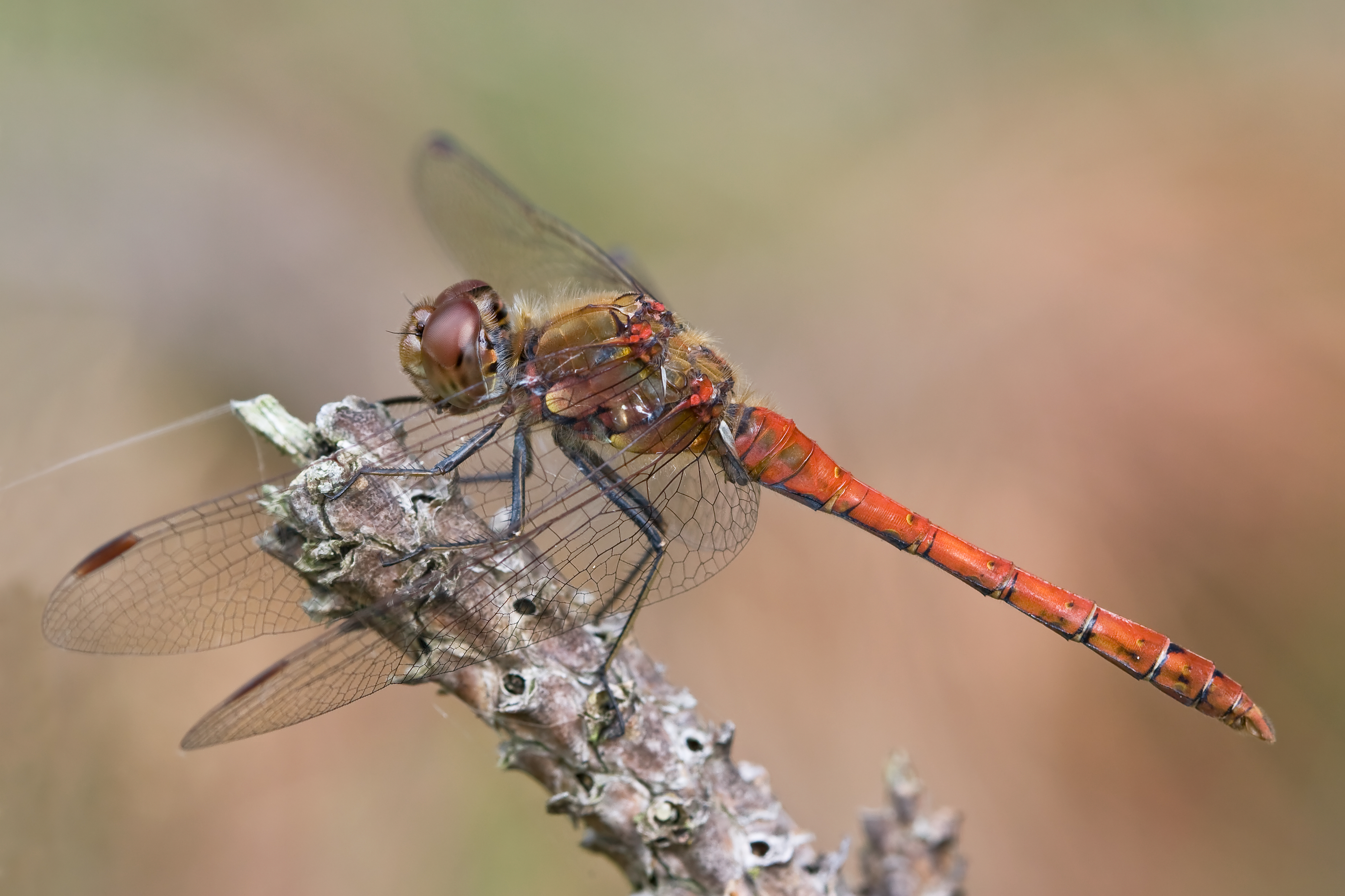
Sympetrum striolatum
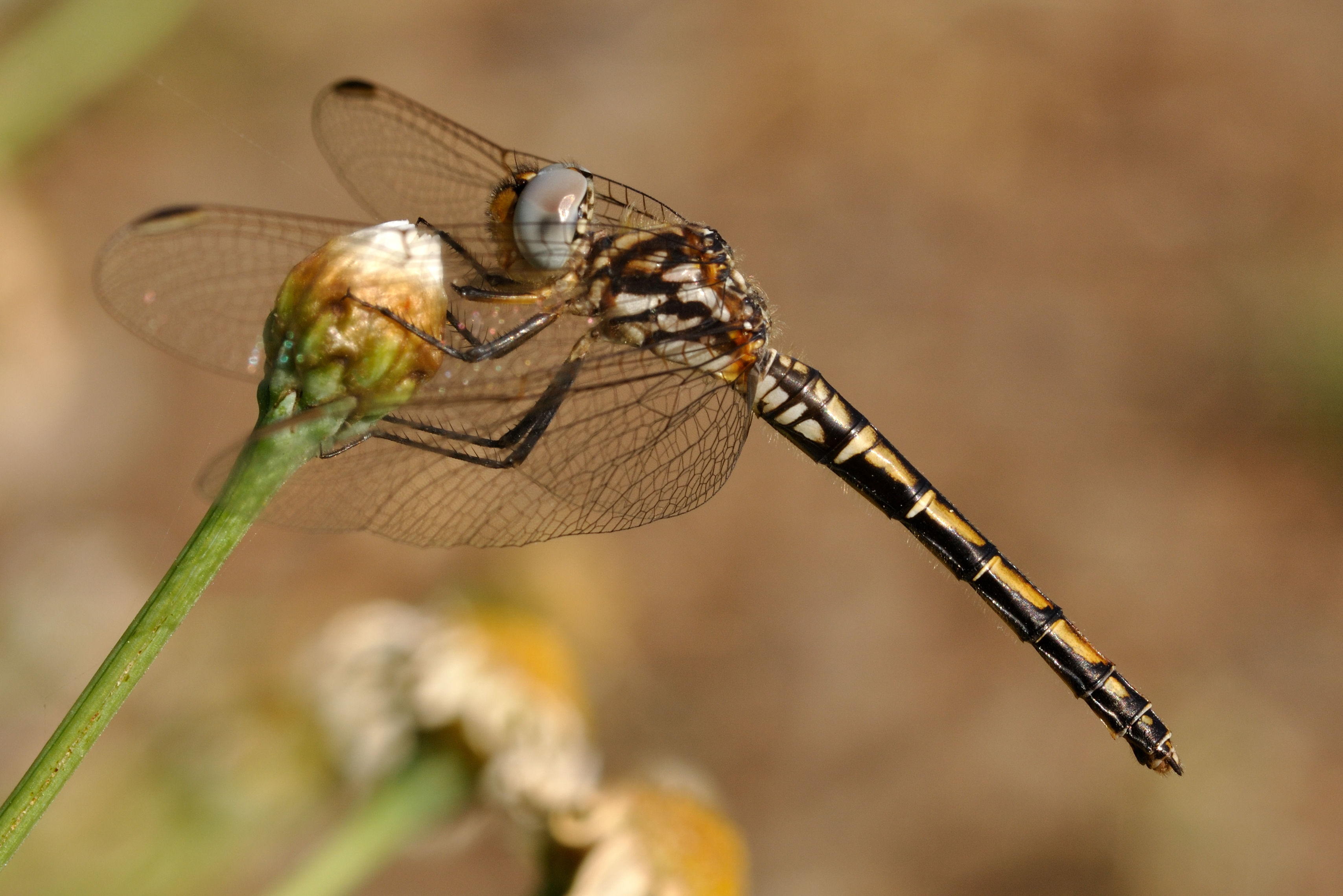
Trithemis arteriosa
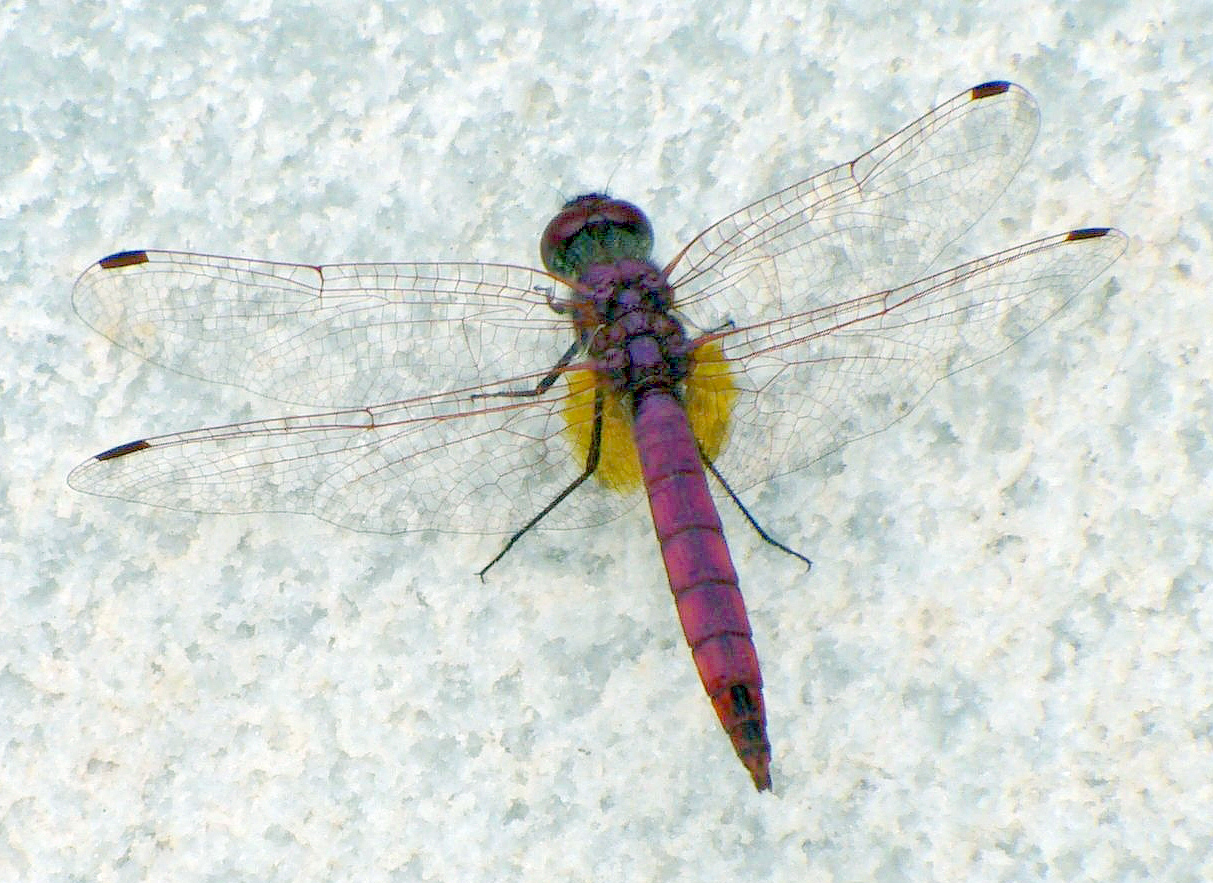
Trithemis annulata
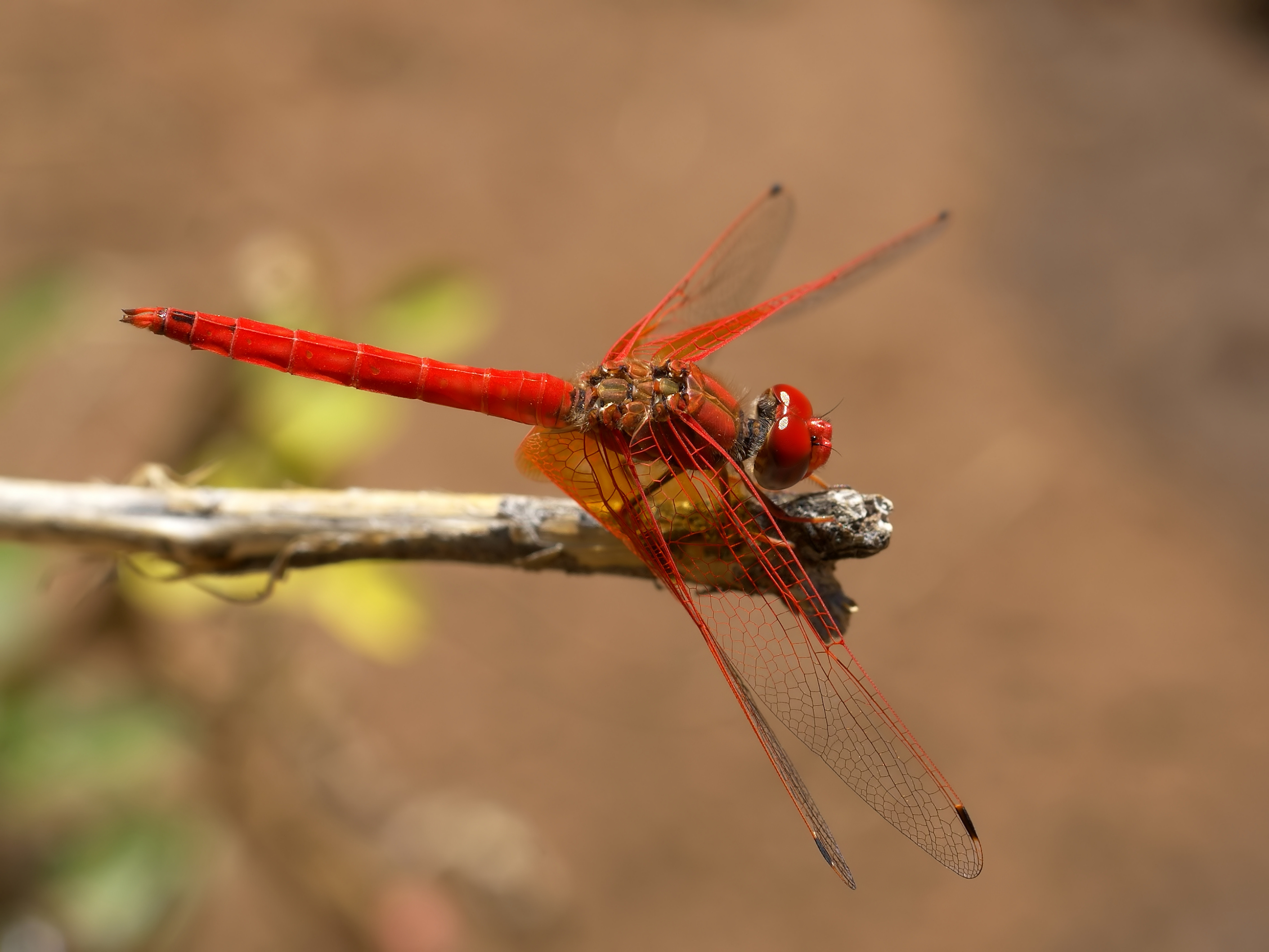
Trithemis kirbyi